# 아미타삼존도 (국보 제218호)
아미타삼존도(阿彌陀三尊圖)는 고려 시대에 제작된 탱화이다. 작자 미상으로, 현재 서울특별시 용산구 삼성미술관 리움에 소장되어 있다. 1984년 8월 6일 대한민국의 국보 제218호로 지정되었다. 

## 개요
아미타불을 주존으로 하고 그 옆에 관음보살과 지장보살이 있는 아미타삼존도로 가로 51cm, 세로 110cm 크기의 불교그림이다. 아미타삼존도란 중생을 보살펴 극락으로 인도하는 부처인 아미타불을 주존으로 하여 보통 관음보살과 세지보살이 협시되는데, 이 그림에서는 지장보살이 세지보살을 대신하고 있는 점이 매우 특이하다.
아미타불은 화면 아래에 극락왕생한 사람을 바라보며 빛을 비추고 있고 오른쪽에 있는 지장보살은 오른손에 구슬을 들고 서 있다. 관음보살은 아미타불 앞에 나와 허리를 약간 구부리고 손위에 연꽃대좌를 들고 있는 모습이며, 금가루로 나타낸 선은 화려한 붉은색과 녹색의 옷이 조화를 이룬다.
이 그림은 두 가지로 해석되고 있는데 하나는 염불을 잘하는 사람이 아미타불에 의해 극락으로 인도되는 내영도(來迎圖)로 보는 입장이고, 다른 하나는 극락왕생한 사람이 장차 부처를 이루게 될 것을 인정하는 수기도(授記圖)로 보는 입장이다.
고려 후기에 그려진 것으로 추정되는 이 그림은 세지보살대신 지장보살을 배치한 것이나, 아미타불의 앞에 관음보살을 배치한 점, 극락왕생한 사람을 빛을 비추어 강조한 점 등에서 독특한 형식을 보여주고 있다. 또한 금가루를 이용한 화려한 채색과 세련된 얼굴표정의 표현기법이 일찍이 유례가 없는 솜씨를 보여주는 매우 귀중한 작품이다.

## 같이 보기
- 삼성미술관 리움

## 참고 자료
- 아미타삼존도 - 국가유산청 국가유산포털